# 3496 Arieso
3496 Arieso è un asteroide areosecante. Scoperto nel 1977, presenta un'orbita caratterizzata da un semiasse maggiore pari a 2,7169480 UA e da un'eccentricità di 0,4588265, inclinata di 29,62530° rispetto all'eclittica.